# Arco di Portogallo
Arco di Portogallo – nieistniejący obecnie łuk triumfalny znajdujący się dawniej na obszarze Pola Marsowego w Rzymie, przy skrzyżowaniu ulic via del Corso i via della Vite.
Dokładna data powstania łuku jest nieznana. Część badaczy przypuszcza, że został wzniesiony w epoce Antoninów, najprawdopodobniej jest to jednak konstrukcja z okresu późnej starożytności (V wiek?), do budowy której użyto fragmenty starszych, rozebranych budowli. Nazwę Arco di Portogallo nadano budowli w XVI wieku, kiedy to w pobliskim Palazzo Fiano rezydował ambasador portugalski.
Łuk został rozebrany w 1662 roku z polecenia papieża Aleksandra VII w celu usprawnienia ruchu ulicznego na via del Corso. Dziś znany jest wyłącznie z dawnych szkiców. Zachowały się dwa zdobiące fasadę łuku reliefy datowane na okres panowania Hadriana, w tym jeden z przedstawieniem apoteozy cesarzowej Sabiny, znajdujące się obecnie w Palazzo dei Conservatori, części Muzeów Kapitolińskich.